# Julián Granados
General Julián Granados fue un militar mexicano que participó en la Revolución mexicana. Nació en Carichic, Chihuahua en 1875. De origen campesino, tomó las armas en la revolución maderista de noviembre de 1910 y combatió contra los orozquistas en 1912. Después del cuartelazo de Victoriano Huerta estuvo en las filas de la División del Norte y participó en las campañas de Chihuahua, Coahuila, Durango y Zacatecas. Combatió contra los constitucionalistas después de la Convención de Aguascalientes. Fue fusilado en Guerrero, Chihuahua, en 1917. 